# Chicagowska Orkiestra Symfoniczna
Chicagowska Orkiestra Symfoniczna (ang. Chicago Symphony Orchestra, CSO) – amerykańska orkiestra symfoniczna zaliczana do tzw. Wielkiej Piątki orkiestr USA.
Jedna z najstarszych amerykańskich orkiestr. Jej siedzibą jest Orchestra Hall mieszczący się w muzycznym kompleksie Symphony Center w Chicago, a w sezonie letnim – Highland Park, gdzie orkiestra jest rezydentem na Ravinia Festival. Od 2010 dyrektorem muzycznym CSO jest Riccardo Muti (kontrakt do końca sezonu 2021/2022).

## Historia
Założona w 1891 przez Theodore’a Thomasa, który przez 13 lat był jej pierwszym dyrektorem muzycznym aż do swojej śmierci w 1904. Początkowo orkiestra nosiła nazwę Chicago Orchestra, w 1905 zmieniono ją na Theodore Thomas Orchestra, a w 1913 ostatecznie została przemianowana na Chicago Symphony Orchestra.
Orkiestra występowała pod batutą wielu wybitnych dyrygentów, takich jak  Claudio Abbado, Thomas Beecham, Leonard Bernstein, Pierre Boulez, Aaron Copland, Edward Elgar, Carlo Maria Giulini, Morton Gould, Bernard Haitink, Paul Hindemith, Erich Kunzel, Erich Leinsdorf, James Levine, Charles Münch, Eugene Ormandy, André Previn, Andrzej Panufnik, Siergiej Prokofjew, Siergiej Rachmaninow, Maurice Ravel, Arnold Schönberg, Leonard Slatkin, Georg Solti, Leopold Stokowski, Richard Strauss, George Szell, Klaus Tennstedt, Michael Tilson Thomas, Bruno Walter, John Williams.
Swoje pierwsze europejskie tournée orkiestra odbyła w 1971. W 1978 debiutowała na Festiwalu w Sazburgu, pod dyrekcją Georga Soltiego. W Polsce po raz pierwszy wystąpiła 20 października w Filharmonii Narodowej w Warszawie. Wykonała wówczas m.in. Koncert gotycki Andrzeja Panufnika, co zbiegło się z setną rocznicą jego urodzin. Panufnik współpracował z Chicagowską Orkiestrą – był tam dyrygentem gościnnym, a w 1990 skomponował na zamówienie CSO swoją X Symfonię.

## Dyrektorzy muzyczni/ dyrygenci
(na podstawie materiału źródłowego)
- 1891–1905 – Theodore Thomas
- 1905–1942 – Frederick Stock
- 1943–1947 – Désiré Defauw
- 1947–1948 – Artur Rodziński
- 1950–1953 – Rafael Kubelík
- 1953–1963 – Fritz Reiner
- 1963–1968 – Jean Martinon
- 1968–1969 – Irwin Hoffman
- 1969–1991 – Sir Georg Solti
- 1991–2006 – Daniel Barenboim
- od 2010 – Riccardo Muti